# Charles Toché
Charles Toché (* 26. Juli 1851 in Nantes; † 31. August 1916 in Paris) war ein französischer Maler und Illustrator.

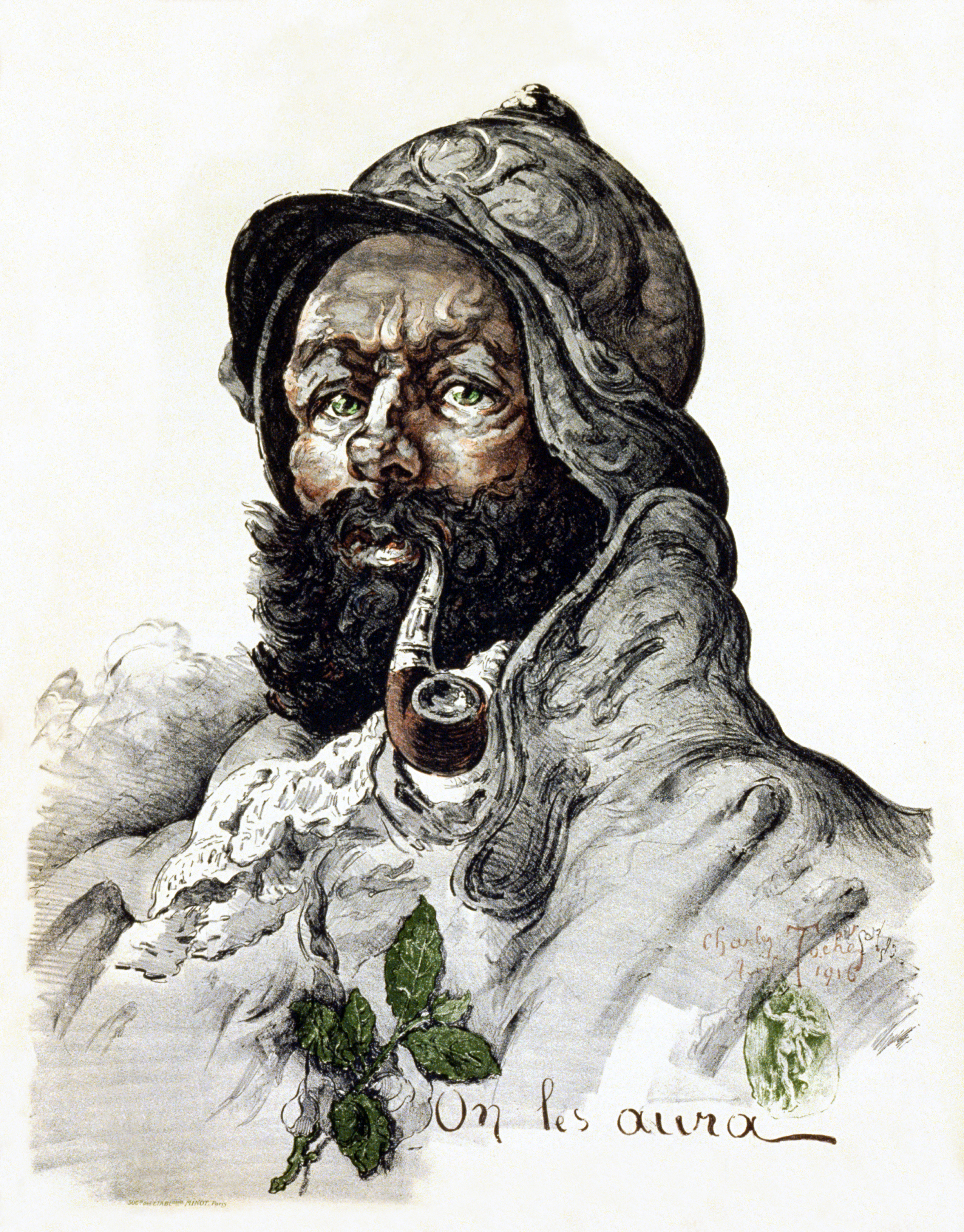
Charles Toché: On les aura

## Leben und Werk
Charles Toché kam 1851 als Sohn des Kaufmanns Émile François Toché und seiner Frau Jeanne, geborene Garnier, in Nantes zur Welt. Er studierte zunächst Architektur bei dem in Nantes lebenden Architekten und Maler Félix Thomas. Anschließend bereiste er Spanien, den Nahen Osten und Italien. In Venedig lebte er fünf Jahre lang und kopierte als Autodidakt zahlreiche Werke der italienischen Malerei, darunter Arbeiten von Giovanni Battista Tiepolo. Hier lernte er auch den französischen Maler Édouard Manet kennen, der sich zu Besuch in der Stadt aufhielt.
1875 kehrte er nach Frankreich zurück und arbeitete bis 1888 im Schloss Chenonceau im Département Indre-et-Loire. Während der umfangreichen Restaurierungen des Schlosses schuf Toché historische und allegorische Fresken in der Grande Galerie. Die Entwurfszeichnungen zu diesen Fresken stellte er 1887 in der Pariser Galerie Georges Petit aus und erlangte hierdurch größere Bekanntheit. Während des Aufenthaltes im Schloss Chenonceau traf Toché den Schriftsteller Gustave Flaubert, für dessen Roman Die Versuchung des heiligen Antonius er Illustrationen fertigte.
Für die Pariser Weltausstellung 1889 schuf er Dekorationen für mehrere Ausstellungsgebäude, darunter das Palais des Arts libéraux (Geschichte der Arbeit), das Palais de la Viticulture (Weinbau) und den Palast der Republik Argentinien. Für die Weltausstellung 1893 in Chicago entwarf er einen Bilderzyklus zur Geschichte des Kostüms. Ebenfalls 1893 schuf er Wandmalereien mit Allegorien im Pariser Varietétheater Olympia und 1895 folgte der Auftrag zur Ausmalung des Foyers des Grand-Théâtre in Nantes.
Charles Toché war seit 1885 mit Marie Trastour verheiratet. Aus dieser Ehe stammen die beiden Söhne Charles Toché (1886–1968) und François Toché (1888–1982).